# Puerto Escondido (Colombia)
Puerto Escondido è un comune della Colombia facente parte del dipartimento di Córdoba.
Il centro abitato venne fondato da Casimiro, Máximo, José Blas e Nicomedes Díaz nel 1854, mentre l'istituzione del comune è del 1961.